# La boda del meu millor amic
La boda del meu millor amic (títol original: My Best Friend's Wedding) és una pel·lícula estatunidenca de Paul John Hogan, estrenada el 1997. Ha estat doblada al català.

## Argument
Amics des de sempre, Julianne i Michael s'han fet una promesa fa molt de temps: si cap d'ells no s'ha casat abans de fer 28 anys, es casaran junts. Quan falten alguns dies per la data fatídica, Michael anuncia a Julianne que es casarà… amb una altra noia. És aleshores quan s'adona que té sentiments per ell. Llavors farà tot el possible per impedir aquest matrimoni.

## Repartiment
- Julia Roberts: Julianne « Jules » Potter
- Dermot Mulroney: Michael O'Neal
- Cameron Diaz :Kimberly « Kimmy » Wallace
- Rupert Everett: George Downes
- Philip Bosco: Walter Wallace
- M. Emmet Walsh: Joe O'Neal
- Rachel Griffiths: Samantha Newhouse
- Carrie Preston: Mandy Newhouse
- Susan Sullivan: Isabelle Wallace
- Christopher Masterson: Scotty O'Neal
- Cassie Creasy: La florista
- Lucina Farcell: L'àvia de Kimmy
- Paul Giamatti: Richard

## Al voltant de la pel·lícula
- El rodatge s'ha desenrotllat a Chicago, Vernon Hills, Los Angeles i els estudis de Culver City.

## Banda original
1. I Say a Little Prayer, interpretada per Diana King
2. Wishin' and Hopin', interpretada per Ani DiFranco
3. You Don't Know Me, interpretada per Jann Arden
4. Tell him, interpretada per The Exciters
5. I Just Don't Know What To Do With Myself, interpretada per Nicky Holland
6. I'll Be Okay, interpretada per Amanda Marshall
7. The Way You Look Tonight, interpretada per Tony Bennett
8. What the World Needs Now is Love, interpretada per Jackie DeShannon
9. I'll Never Fall in Love Again, interpretada per Mary Chapin Carpenter
10. Always You, interpretada per Sophie Zelmani
11. If You Wanna Be Happy, interpretada per Jimmy Soul
12. I say a little prayer, interpretada pel càsting del film
13. Suite from “My best friend's wedding”, compost per James Newton Howard

Altres peces absents del CD oficial :
- Un home i una dona, composta per Francis Lai
- Louie Louie, composta per Richard Berry
- I Am Woman, composta per Helen Reddy i Ray Burton
- (You've Got) Personality, interpretada per Lloyd Price
- Do You Know the Way to San José, composta per Burt Bacharach i Hal David
- Annie's Song, composta per John Denver
- Khvalitye Imya Gospodnye (Praise the Name of the Lord), interpretada per Dale Warland

## Premis i nominacions
- Nominació a l'Oscar a la millor música original l'any 1998.
- Nominació als Globus d'Or a la millor pel·lícula musical o còmica, millor actriu (Julia Roberts) i millor segon paper masculí (Rupert Everett) l'any 1998.
- Nominació al premi a la millor actriu (Julia Roberts), millor actor i millor actuació còmica (Rupert Everett), en els premis MTV Movie 1998.
- Nominació al BAFTA al millor actor secundari (Rupert Everett)

## Crítica
- "Pensada fins al més mínim detall (...) Bona factura i personatges"[3]
- "Simpàtica, amb suggestiu guió i gran sentit de l'humor (...) Molt recomanable"[4]
- "Un dels plaers del guió de Ronald Bass és la manera en què trastoca la típica fórmula de comèdia (...) Roberts, Diaz i Mulroney estan en bona sintonia (...) Puntuació: ★★★ (sobre 4)."[5]